# Clyde (Wisconsin)
Clyde es un municipio del condado de Iowa, Wisconsin, Estados Unidos. Tiene una población estimada, a mediados de 2024, de 302 habitantes.

## Geografía
Está ubicado en las coordenadas 43°7′32″N 90°14′40″O / 43.12556, -90.24444. Según la Oficina del Censo, tiene una superficie total de 89.7 km², de los cuales 88.3 km² corresponden a tierra firme y 1.4 km² están cubiertos de agua.

## Demografía
Según el censo de 2020, en ese momento había 292 personas residiendo en la zona. La densidad de población era de 3.3 hab./km². El 92.81% de los habitantes eran blancos, el 0.34% era amerindio, el 0.68% eran asiáticos, el 1.37% eran de otras razas y el 4.79% eran de una mezcla de razas. Del total de la población, el 3.42% eran hispanos o latinos de cualquier raza.